# Намедни
«Намедни» — информационно-аналитическая телепрограмма Леонида Парфёнова, выходившая в эфир Первой программы ЦТ в период с 29 октября 1990 по 24 марта 1991 года и НТВ в период с 16 октября 1993 по 28 декабря 1996 года; а также с 1 марта 1997 по 30 мая 2004 года.
За своё существование программа сменила три жанра: как информационная программа неполитических новостей за неделю (выходила с 1990 по 1991 год и с 1993 по 1996 год); как документальный проект (см. Намедни 1961—2003: Наша эра) — с 1 марта 1997 по 28 декабря 2003 года (с 9 сентября 2001 года выходил только в конце декабря); как информационно-аналитическая программа — с 9 сентября 2001 по 30 мая 2004 года.

## История

### Намедни. Неполитические новости
Самый первый выпуск программы «Намедни» вышел в эфир Первой программы Центрального телевидения 29 октября 1990 года в блоке программ «Авторское телевидение представляет». Сам блок чуть позже, в ноябре того же года, перешёл на Вторую программу решением председателя Гостелерадио СССР Леонида Кравченко. Первоначально программа носила жанр «информационной программы неполитических новостей за неделю». Программа не смогла продержаться долго: в начале 1991 года Парфёнов был отстранён от эфира за неправильные высказывания по поводу отставки Шеварднадзе.
В октябре 1993 года Парфёнов переходит в только что созданную телекомпанию НТВ, где начинает снова выпускать программу «Намедни» в первоначальном варианте. В неполитических «Намедни» также работали корреспонденты Елена Масюк, Елена Курляндцева, Алексей Пивоваров, Антон Понизовский, Светлана Куницына, Елизавета Листова, Марианна Яровская, Павел Лобков. Среди прочих известных людей и журналистов в ней вёл 3 сюжета и Сергей Бодров.
В конце 1994 года передача «Намедни» была признана телекритиками лучшей программой года по версии газеты «Известия» (наряду с передачей «Конюшня Юрия Роста», также шедшей на НТВ). В 1995 году программа была номинирована на премию ТЭФИ в номинации «Лучшая передача об искусстве».

### Намедни 1961—2003. Наша эра
В 1996 году Парфёнов принимает решение поменять программе «Намедни» жанр — из «информационной программы неполитических новостей» в «документальный цикл»; одной из причин тому являлись низкие общероссийские рейтинги программы в изначальном формате (в Москве её смотрели до 10 % зрителей). 1 марта 1997 года, в 22:40, в эфир канала НТВ выходит первый выпуск документального цикла «Намедни 1961—91. Наша эра». Проект оказался настолько успешным, что Парфёнов принял решение продлить проект до 1999. Новые серии проекта вышли в эфир в последние дни 1999 года. В конце 2000 года вышла серия проекта про 2000 год.
В конце 1990-х Парфёновым была создана студия «Намедни», на базе которой он, до настоящего времени, выпустил больше 120 серий разных документальных фильмов, первый из которых — «Живой Пушкин».
В 2007 году Парфёнов начал работу над книжным проектом «Намедни. Наша эра», первоначально разделённым на четыре тома — по десятилетиям. Материалы для издания Леонид Парфёнов собирал с помощью друзей, знакомых и многочисленных читателей дневника в «Живом журнале». Часть фотографий извлечена из личного архива Парфёнова. По его словам:

В книге собрано намного больше информации, чем было в телепроекте. Объём текста раз в пять больше. Телевидение сильно ограничивала вялая, старая кинохроника. Кроме того, в издании есть ряд тем, которых не было в телепроекте вообще: от диафильмов — до побега Нуреева.

Первый том вышел 11 ноября 2008 года. Четырёхтомник оказался настолько успешным, что в конце 2010 года Парфёнов начал работу над пятым томом, рассказывающий про 2000-е годы. 14 декабря 2011 года в «Буквоеде» в Санкт-Петербурге на Невском, 46 Леонид Парфёнов представил 5-й том своей книги «Намедни». Он посвящён нашей эре, 2001—2005 гг. «281 феномен пятилетия» — подзаголовок книги. Краткое описание самых важных событий, которые прямо или косвенно повлияли на ход современной истории.
10 марта 2013 года вышел шестой том «Намедни. Наша эра. 2006—2010 гг.». 30 октября 2014 года состоялась презентация «нулевого тома» (1946—1960).
В планах также выпустить том «Намедни. Наша эра. 2011—2015 гг.».
18 апреля 2017 года в онлайн-шоу «ОК на связи» социальной сети «Одноклассники» Парфёнов сообщил о продолжении работы над проектом «Намедни. Наша эра». Новые серии будут посвящены событиям, людям и явлениям различных сфер жизни СССР с 1946 по 1960 год.

### Намедни. Информационно-аналитическая программа
В 2001 году, в связи со скандалом, произошедшим 14 апреля вокруг НТВ, программа снова поменяла жанр — из «документального проекта» в «информационно-аналитическую программу». 9 сентября того же года обновлённые «Намедни» вышли в эфир канала. Программа выходила по воскресеньям в 20:00 (с 14 октября 2001 года программа стала выходить в 21:00), снималась в 11-й студии «Останкино» и имела хронометраж в 1 час 15 минут. Повтор воскресного выпуска демонстрировался в понедельник (в сентябре 2003 года — во вторник) утром в 10:25 после выпуска новостной программы «Сегодня», причём в сокращённом варианте. Так как программа в премьерном показе постоянно перебирала выделенный ей в сетке вещания хронометраж в час или полтора часа, из повтора, дабы уложиться в час эфира, систематически убирали записи прямых включений и оперативной информации. В создании «Намедни» в таком формате принимал участие Владимир Кулистиков, как главный редактор НТВ. Редакция программы находилась на 9-м этаже телецентра.
Одноимённая информационная программа отличалась от других, в своё время, новым, нестандартным для российского телевидения подходом к подаче информации. В редакции существовал специальный свод правил, где содержалась информация о том, как правильно говорить за кадром, снимать стенд-апы и какие планы показывать из студии. В «Намедни» отказывались от принципа «политика-экономика-культура-спорт-погода», принятого в отечественной журналистике. Другой особенностью программы стало наличие компьютерных спецэффектов, вещей в студии, а также иронических мини-заставок к каждому репортажу передачи — например, «ТВ-6-Минус» (парафраз от «НТВ-Плюс»), «Кирилл без Мефодия», «Рождённый 12 июня», «Тополиный пух и прах» и другие. Именно благодаря этой программе сформировались новые понятия: «Живенький политический сюжет» (в противовес «Большому политическому сюжету» в «Итогах») и «Парфенята», относящееся к репортёрам-последователям парфёновской журналистской манеры. В рамках программы регулярно выходили интервью с главными ньюсмейкерами недели, записанные ведущим или в рабочей, или в неформальной обстановке, или же на улице (как в случае с Джорджем Соросом в июне 2003 года). В беседах с иностранными ньюсмейкерами в роли интервьюеров чаще всего выступали корреспонденты НТВ. Были и случаи отказа от записи интервью: по воспоминаниям Парфёнова, в своё время общаться с программой отказался тогдашний руководитель администрации президента РФ Дмитрий Медведев. По окончании программы демонстрировались титры с указанием съёмочной группы; при появлении штатных корреспондентов телекомпании в кадре их имена и фамилии в плашке сопровождались подписью «НТВ». Первые выпуски шли с низкими для НТВ рейтинговыми показателями, программа занимала девятое место среди всех информационно-аналитических на российском телевидении. Но уже с выпуска от 14 октября 2001 года программа «Намедни» стала получать высокие рейтинги, а также опережать по показателям такие проекты, как «Времена» и «Зеркало».
В первом сезоне программы круг репортёров, работавших для «Намедни», был достаточно широк — он полностью совпадал с аналогичным в программе «Сегодня». С 2002 года постоянными авторами репортажей в программе являлись как репортёры из команды старого НТВ (Борис Кольцов, Алексей Пивоваров, Вадим Такменёв, Илья Зимин, Алексей Веселовский, Антон Хреков, Владимир Чернышёв, Павел Лобков), так и такие новички, как Борис Корчевников, Андрей Лошак, Юлия Панкратова, Василий Арканов, Никита Анисимов, Максим Соколов, Андрей Шилов, Максим Рогаленков, Юлия Варенцова и другие. Часть корреспондентов программы ранее работала вместе с Парфёновым над созданием его документальных спецпроектов. В случае необходимости передать оперативную информацию о случившихся ЧП, главных событиях воскресенья или новости с пометкой «молния» программа использовала материалы и прямые включения с участием других корреспондентов Службы информации НТВ (среди них были Владимир Кондратьев, Дмитрий Сошин, Андрей Черкасов, Катерина Гордеева, Сергей Гапонов, Сергей Холошевский, Дмитрий Новиков, Владимир Якименко). За этот вариант программы команда Леонида Парфёнова получила 4 статуэтки премии ТЭФИ.
В рамках еженедельных выпусков программы часто выходили специальные проекты, некоторые из которых готовились совместно с другими средствами массовой информации — «Кому принадлежит Россия?», «Что-то будет…», «Настоящее прошлое», «Ударник капиталистического труда», «Made in USSR», «Колода Российской Федерации», «Бедные люди». Их формат определялся редакцией как своеобразные «видеодневники современности». Парфёнов не оставил в стороне предыдущий жанр: в конце каждого года (вплоть до 2003) выходил специальный выпуск программы, в котором подводились итоги года. Часто в рамках эфирного времени «Намедни» показывались новые музыкальные видеоклипы: «А в чистом поле» группы «Белый орёл» (18 ноября 2001) и «WWW» группы «Ленинград» (9 ноября 2002).
7 октября 2001 года эфир программы «Намедни» совпал с моментом начала военных действий в Афганистане: прямо во время планового эфира на Москву Парфёнов полностью переверстал всю передачу и начал комментировать показываемую на телеэкране картинку. Чуть позже к нему присоединился Савик Шустер. Затем выходили многочасовые специальные выпуски новостей, ведущим которых был Пётр Марченко.
Некоторые сюжеты в программе вызывали критическую реакцию со стороны российских властей: сначала пресс-секретарь президента Алексей Громов высказал недовольство сюжетом обозревателя Алексея Пивоварова о визите Путина в Красноярск, где он сравнил его с Александром Лебедем. А в мае 2002 года, после прошедших в «Намедни» видеосюжета о книге Строуба Тэлботта, в которой рассказываются скабрёзные подробности о жизни президента Ельцина, а также репортажа Владимира Чернышёва «Синий пояс России» (о появлении в России, помимо «красного», ещё и «голубого» пояса, по типу чекистских погон), Министерство печати отказало телеканалу в автоматическом продлении лицензии.
В сентябре 2002 года программа претерпела изменения: продолжительность увеличилась до полутора часов, выпуск начал состоять из трёх постоянных блоков (информационного, исследовательского и лирического). В рамках программы начал выходить мультсериал о приключениях Масяни, который пришёл в программу из Интернета. Благодаря этому Масяня приобрела популярность вне интернетовских кругов, а любительский мультсериал Олега Куваева постепенно перерос в масштабный проект профессиональной студии «Мульт.ру». Показ мультфильмов про Масяню в рамках «Намедни» закончится в июне 2003 года — Олег Куваев и владелец прав на использование компьютерного персонажа Григорий Зорин не сумели договориться, и после летнего отпуска 2003 года права на использование героини были проданы на Муз-ТВ, где в течение следующих 2 лет выпускалась программа «В гостях у Масяни», к которой Куваев изначально не был причастен. Среди героев сюжетов «Намедни» в тот период были такие видные медийные лица, как Роман Абрамович, Ксения Собчак, группа «Тату», Сергей Шнуров, а также российские олигархи на отдыхе в Куршевеле.
Широкий общественный резонанс в октябре того же года вызвал выпуск, полностью посвящённый террористическому акту на Дубровке — событиям в Москве 23—26 октября 2002 года. В ходе программы была показана видеозапись совещания президента Путина с силовиками по вопросу освобождения заложников, находившихся в театральном центре. Запись была без звука — корреспонденты НТВ попросили сурдопереводчиков, умеющих читать по губам, расшифровать всё то, о чём силовики говорили на совещании (из утреннего повтора этот эпизод был вырезан). В рамках эфира той же программы были показаны видеосюжет авторства Асет Вацуевой о судьбах чеченских женщин, а также репортаж с родины Мовсара Бараева. Освещение трагедии «Норд-Оста» в эфире НТВ вызвало недовольство со стороны властей. Вскоре после этого выпуска программы «Намедни» (а также выпуска ток-шоу Савика Шустера «Свобода слова» от 25 октября 2002 года на ту же тему) гендиректор НТВ Борис Йордан покинет свой пост. Доля того выпуска составила 45 % с рейтингом выше 17 % — такие высокие рейтинговые показатели не получала ни одна другая аналитическая программа ни до, ни после этого выпуска программы «Намедни» от 27 октября 2002 года.
31 января 2003 года программа «Намедни» удостоилась премии ТЭФИ в номинации «Информационно-аналитическая программа». Примерно в это же время большой общественный резонанс вызвал прошедший 26 января того же года в эфире «Намедни» сатирический сюжет Павла Лобкова о новом генеральном директоре НТВ, докторе медицинских наук Николае Сенкевиче. В сюжете Лобков привёл доказательства, цитируя статью Сенкевича «Советы Вольтеру», что новый гендиректор НТВ по своей медицинской специальности не столько терапевт, а скорее — проктолог.
4 февраля 2003 года состоялась встреча Леонида Парфёнова с председателем правления ОАО «Газпром» Алексеем Миллером, после которой ведущий подал заявление на трёхмесячный творческий отпуск, во время которого программа «Намедни» не будет выходить в эфир. Причиной, по словам Парфёнова и шеф-редактора программы Николая Картозии, стала невозможность работать в условиях ситуации, сложившейся в последнее время вокруг НТВ. Решение о «роспуске» программы было коллективным. Евгений Киселёв, ведущий информационно-аналитической передачи «Итоги», тогда ещё выходившей на «ТВС», не исключил возможность перехода «Намедни» на данный телеканал и даже был готов размещать её в эфирной сетке шестого канала (несмотря на все имевшиеся у бывших коллег противоречия, возникшие весной 2001 года). 9 февраля Леонид Парфёнов сообщил о своём решении в конце очередного выпуска программы, и с 16 февраля, несмотря на заранее присланную в печатные издания сетку вещания, программа «Намедни» уже не выходила в эфир.
18 мая того же года программа вернулась в вещательную сетку НТВ. Но мало кто знал, что происходило за кадром. После прихода Николая Сенкевича на пост генерального директора НТВ цензура на канале стала жёстче.
Кроме того, в мае 2003 года на канале появилась информационно-аналитическая программа Александра Герасимова «Личный вклад», по формату полностью копировавшая «Намедни». С её ведущим (а по совместительству — заместителем генерального директора канала по информационному вещанию) у автора «Намедни» возник конфликт: Парфёнов утверждал, что ему невозможно работать, когда по субботам идёт «Намедни-лайт» (под этим понятием подразумевался «Личный вклад»), а по воскресеньям — «Намедни». Конфликт обострился ещё и тем, что репортажи для обеих программ готовились корреспондентами Службы информации НТВ (программы «Сегодня», «Страна и мир», «Намедни» и «Личный вклад»). Началась так называемая «делёжка кадров» — например, Парфёнов отправлял корреспондента в командировку, а её не подписывали по причине того, что он же в данный момент времени был нужен «Личному вкладу». Так как программа Герасимова выходила в субботу вечером, Парфёнову, чтобы избежать повторов, приходилось отказываться от освещения ряда выигрышных тем, уже прошедших в «Личном вкладе».
С 6 по 20 июля 2003 года, во время летнего отпуска программы, по воскресеньям выходили специальные выпуски «Намедни», включавшие в себя дайджест лучших специальных репортажей из передачи, прошедших в сезоне 2002—2003 годов. Между сюжетами Парфёнов общался в студии с их авторами и задавал им несколько вопросов о проделанной работе.
16 ноября 2003 года Николай Сенкевич ввёл строгий запрет на упоминание в очередном выпуске программы книги журналистки Елены Трегубовой «Байки кремлёвского диггера» ввиду её «пошлого» и «грязного» содержания. Освободившееся после снятия сюжета об этой книге эфирное время «Намедни» было отдано сюжету о жизни российских обезьян. В студию к Парфёнову был приглашён шимпанзе, у которого в те годы на телевидении также существовала именная рубрика на телеканале «Доброе утро» («Первый канал»). Эпизод, как и все оперативные сюжеты передачи, не стенографировался на её официальном сайте.
14 марта 2004 года в самом конце программы «Намедни» «на сладкое» хотели показать мультипликационный видеоклип на песню ВИА «Путіна» с лейтмотивом «Отмечаем, зажигаем!». Но во время выпуска программы примерно в 21:30 появились первые видеокадры горящего Манежа и прямые включения от корреспондента Сергея Гапонова с места произошедшего, вследствие чего Леонид Парфёнов даже вынужден был оговориться: «…в свете сегодняшнего пожара название песенки выглядит несколько двусмысленно». По причине двусмысленности или же из-за перебора эфирного времени (вслед за «Намедни» из соседней студии должен был выходить специальный выпуск программы «Свобода слова» с Савиком Шустером, в которой должны были обсуждать подводящиеся итоги выборов президента России), этот клип с компьютерным Путиным показали в урезанном виде, а в утреннем повторе он и вовсе был опущен.
23 мая 2004 года в эфир вышла программа, охарактеризованная критиками как «выпуск не для слабонервных». Критику вызвали показанные в выпуске сюжет о шведской порнографии с демонстрацией полового акта, где все органы были прикрыты чёрными квадратами, а также репортаж о каннибалах и людоедстве, прошедшие без купюр и в утреннем повторе в понедельник в 10:25. В программу, помимо прочего, вошёл сюжет из рубрики «Журналист не меняет профессию» с участием спортсменки и телеведущей Иоланды Чен, которая решила сделать себе липосакцию. Весь процесс процедуры снимался на камеру, включал в себя закадровые комментарии Чен со стороны и был показан в эфире. Пять дней спустя, 28 мая 2004 года Ирина Петровская обрушилась с критикой на программу в газете «Известия»; выходили и другие рецензии на тот выпуск.

### Закрытие
30 мая 2004 года Герасимов ввёл запрет на показ на европейскую часть России сюжета авторства журналистки Елены Самойловой «Выйти замуж за Зелимхана», содержащего интервью со вдовой Зелимхана Яндарбиева (ранее сюжет вышел в эфир на азиатскую часть страны). Чтобы снять с себя всякую ответственность за попытку цензуры, Парфёнов потребовал издать письменное распоряжение о снятии интервью с эфира, которое, в свою очередь, Парфёнов опубликовал в газете «Коммерсантъ». В результате этого генеральный директор канала Николай Сенкевич закрыл программу «Намедни», а Парфёнова уволил с НТВ. Согласно официальному приказу — по сокращению штата, согласно разъяснениям официальных лиц телекомпании — за нарушение корпоративной этики. Сайт программы был также закрыт, из «общих» же форумов методически удалялись все сообщения, посвящённые данной проблеме. На момент закрытия «Намедни» были одним из самых дорогостоящих и рейтинговых проектов телеканала. В шортлистах самых популярных программ НТВ она уступала разве что телесериалам. Несмотря на закрытие, вплоть до 13 июня 2004 года в большинстве печатных программ передач в воскресенье в 21:00 «Намедни» продолжала указываться в расписании эфира НТВ (сетка вещания составлялась на 2 недели вперёд). О закрытии передачи все сотрудники узнали только из лент новостей вечером 1 июня.
В августе 2004 года стало известно, что генеральный директор телеканала СТС Александр Роднянский предлагал Леониду Парфёнову возобновить «Намедни» как программу неполитических новостей, однако Парфёнов не воспринимал идею делать аполитичную информационную программу. Впоследствии один из акционеров канала — компания «Альфа-Групп» — отказалась давать согласие на появление Парфёнова и его программы в эфире, как заявил глава компании Михаил Фридман: «Я не хочу, чтобы мне хоть по какому-то поводу звонили из Кремля». Летом 2006 года, отвечая на вопрос о невыходе «Намедни» на СТС, Роднянский заявил, что акционеры канала не влияли на его эфирную политику, а проект так и не был возобновлён, так как «формат этой программы не сложился как неполитический».
После закрытия коллектив «Намедни» раскололся на несколько неравных частей: многие постоянные авторы передачи стали делать сюжеты для новостных программ «Сегодня», «Страна и мир» и (недолго) «Личный вклад», некоторые (как Илья Зимин, Андрей Лошак , Вадим Такменёв) пошли в программу «Профессия — репортёр», чья редакция стала располагаться в бывших помещениях передачи Парфёнова, а шеф-редактор Николай Картозия и продюсер Сергей Евдокимов вскоре запустили в эфир НТВ «Программу максимум» и ещё ряд передач субботнего и воскресного прайм-тайма схожей тематики. Само же закрытие «Намедни» принято считать как одну из отправных точек для последующего переформатирования телеканала НТВ, происходившего постепенно в течение нескольких лет.
Закрытие программы прокомментировал известный тележурналист и президент фонда «Академия российского телевидения» Владимир Познер:
«Снятие с эфира таких программ, как „Красная стрела“, „Свобода слова“, „Намедни“, — это безобразие. Они имели прекрасный рейтинг и были сделаны отличным образом на хорошем, а иногда блистательном профессиональном уровне».

### Регистрация НТВ бренда «Намедни»
В октябре 2015 года телекомпания НТВ подала в Роспатент заявку о регистрации товарного знака программы «Намедни». Леониду Парфёнову при этом о действиях телекомпании было ничего не известно, кроме того, до того момента он предполагал, что название его передачи было зарегистрировано ещё в 2001 году, в тот момент, когда НТВ с целью лишить телеканал ТВ-6 прав на показ своих бывших проектов сделало аналогичную процедуру с брендами «Сегодня», «Глас народа», «Один день», «Герой дня», «Герой дня без галстука», «Итого», «Интересное кино» и «Новейшая история». Как заметил Владимир Кара-Мурза-старший, телекомпания НТВ не имеет никаких прав на патентование бренда «Намедни» в связи с тем, что эта программа была придумана не телеканалом, а непосредственно Парфёновым задолго до его создания и выхода в эфир.

### YouTube-проект
В начале 2019 года стало известно, что Леонид Парфёнов возобновит проект «Намедни. Наша эра». Выпуски публиковались на его канале в YouTube раз в две недели. Первые серии, охватывавшие 1946—1951 годы, выходили с 18 марта по 3 июня 2019 года.
30 сентября 2019 года в Яндекс.Эфире начали выходить серии, посвящённые 1952—1960 годам. Выпуски стали еженедельными, при этом на YouTube они публиковались с недельной задержкой. После возражений телеканала НТВ, которому принадлежат права на бренд, из названия проекта было убрано слово «Намедни»; цикл стал называться «1952—1960 с Леонидом Парфёновым». Ранее в апреле телеканал заявил о намерении запустить документальный онлайн-сериал «Намедни», чего однако так и не произошло. В ответ Парфёновым в Роспатент была подана заявка на регистрацию бренда «Намедни с Леонидом Парфёновым». 21 октября 2019 года заявителю направлено
уведомление о результатах проверки соответствия
заявленного обозначения требованиям законодательства, а 31 июля 2020 года в регистрации окончательно отказано.
16 марта 2020 года уже только на YouTube-канале Парфёнова вышел первый выпуск цикла, посвящённого 2004—2010 годам. На 26 октября 2020 года автором было анонсировано начало показа серий о 2011—2015 годах. Начиная с выпуска, посвящённому итогам 2011 года, выпуски выходят под названием «#НМДНИ». С 15 марта 2021 года был начат новый сезон о 2016—2020 годах.

## Мнения о телепередаче
По утверждению самого Парфёнова, «программа „Намедни“ была помоднее, повеселее, пожёстче, чем программа Евгения Киселёва „Итоги“, которая к тому времени совершенно забронзовела в своём величии». При этом Владимир Кара-Мурза-старший же считал, что информационно-аналитический формат «Намедни» представлял собой смесь программы «Итоги» и газеты «Коммерсантъ». В других своих статьях и интервью он с критической позиции высказывался о программе Парфёнова:

Числясь автором и начальником программы, Парфёнов два года оглядывался на руководство компании. И о результатах такой работы можно судить по нашей политической жизни. Благодаря «Намедни» в Думу не выбрали «Яблоко» и СПС. Своими глянцевыми сюжетами Лёня и его корреспонденты привили избирателям отвращение к либеральным ценностям и буржуазному образу жизни. А либеральные ценности и буржуазный образ жизни — это не показываемые в «Намедни» шикарные автомобили, Куршевель и «Челси». Это хорошие здоровье, образование, дороги, жильё, о которых никогда не говорилось. Поэтому люди проголосовали за «Единую Россию» и «Родину».

НТВ продолжает выполнять и другую свою сверхзадачу — раскол оппозиции. <…> Как только НТВ в 2001 году развалили, они тут же взялись за это. Леонид Парфёнов сделал несколько сюжетов про то, как живут детишки министров и замминистров, якобы либералов. И СПС, и «Яблоко» на этом фоне благополучно провалили выборы в Госдуму 2003 года. Парфёнов в таком свете изобразил либералов, что те до сих пор не могут очухаться.

Обозреватель «Московских новостей» Ольга Мартыненко в одной из статей также охарактеризовала «Намедни» образца осени 2001 года как «„Итоги“ для бедных», которые противопоставляют размышлениям Киселёва «пустоватые и коротенькие сюжеты», стремление подать сложное как доступное, а также «обаяние и артистизм ведущего».
Владимир Прибыловский и Юрий Фельштинский в своей книге «Операция „Наследник“: Штрихи к политическому портрету Путина», в главе «Агония и смерть ТВС» сравнивают «Намедни» с Парфёновым образца 2002—2003 годов не в пользу «Итогов» с Евгением Киселёвым тех же лет вещания и канала «ТВС» в целом:

Просуществовавший ровно год — с июня 2002 по июнь 2003 — ТВС значительно отличался от «старого» НТВ и ТВ-6. Здесь стали выходить невозможные на «старом» НТВ и ТВ-6 материалы — такие, как исламофобский сериал «Мужская работа» (героическая борьба агентов ФСБ против чеченских бандитов; журналист-предатель, в котором легко угадывался корреспондент радио «Свобода» в Чечне Андрей Бабицкий) или апологетическое «расследование» дела полковника Юрия Буданова, во время допроса изнасиловавшего и затем задушившего 18-летнюю чеченскую девушку. Сам Киселёв стал куда осторожнее в своих «Итогах». Иногда казалось, что спокойно-ироничный Леонид Парфёнов на «новом» НТВ позволяет себе больше. Однако блестящий «Бесплатный сыр» Виктора Шендеровича и «Назло!» Андрея Черкизова в полной мере следовали традициям «старого» НТВ. Политической остротой и талантом отличались покупаемые каналом программы студии «Пилот ТВ» Александра Татарского и Владимира Неклюдова «Кремлёвский концерт» и «Тушите свет!».